# Thành cổ Xích Thổ
Thành cổ Xích Thổ là một kiến trúc quân sự thời Lê - Mạc, được xác định tương ứng vị trí tại xã Thống Nhất, thành phố Hạ Long, tỉnh Quảng Ninh. Di tích còn lại của tòa thành vẫn còn lại một góc tường thành cho đến tận ngày nay.

## Lược sử
Từ sau khi để mất Đông Kinh năm 1592, thế lực nhà Mạc suy yếu nhiều nhưng vẫn còn chiếm cứ được nhiều nơi, tiếp tục chống lại quân Lê - Trịnh trong một thời gian. Nhà Mạc cho xây dựng nhiều thành lũy tại các tỉnh phía bắc, trong đó có thành Xích Thổ, trước khi rút lên cố thủ ở Cao Bằng, tiếp tục duy trì vương triều.

## Mô tả
Thành cổ Xích Thổ được xây dựng ngay sát bên bờ vịnh phía Hạ Long, đối diện với Cửa Lục. Về kỹ thuật xây dựng, những tòa thành nhà Mạc không có gì đặc biệt so với những tòa thành khác đương thời. Một điểm nổi bật là hầu như tất cả mọi tòa thành đều nhỏ, giản đơn và đơn thuần mang tính chất một công trình quân sự. Thành Xích Thổ cũng mang đầy đủ tính chất như vậy.
Sách Đại Nam nhất thống chí chép: "Thành cổ ở xã Xích Thổ, huyện Hoành Bồ, đắp bằng đất, bốn mặt đều 25 trượng, cao 1 trượng 1 thước, sâu 2 trượng.".
Về cơ bản, thành có hình tứ diện, song do phải thuận với địa hình tự nhiên nên mặt Đông Bắc và Tây Nam phải làm đôi đoạn gấp khúc, làm cho bình đồ có dạng không quy chỉnh. Tường thành bốn mặt chủ yếu đắp bằng đất cao từ 3 đến 4 mét. Mặt tường thành rộng từ 4 đến 5 mét. Chân thành rộng từ 10 đến 12 mét. Mặt ngoài tường thành được xây kè đá, có dùng vôi vữa làm chất kết dính. Đá xây kè là đá tảng đánh từ các núi đá vôi gần đó, hoặc là những hòn cuội có sẵn, khá nhiều ở ven vịnh.
Về mặt bằng, toàn bộ tòa thành có thế dốc ra từ phía bờ vịnh. Tường thành góc Đông là đoạn cao nhất, ở nơi định gò; sau đó tường thành theo dốc núi xuống thấp dần cho tới góc Nam thì được đắp ngay trên mặt bãi cát biển. Tường thành mặt Tây Nam hoàn toàn đắp trên bãi cát ven vịnh. Tương tự như mặt đối diện Đông Nam, tường thành mặt Tây Bắc cũng chạy từ góc Tây lên góc Bắc theo thế dốc của sườn đồi.
Thành mở năm cửa: cửa Nam, cửa Đông, cửa Chuồng Voi, cửa Bắc và cửa Tây. Cửa Nam là cửa chính (cửa Tiền) của thành. Từ cửa này nhìn thẳng ra vịnh chiếu đúng tới Cửa Lục phía xa. Cửa được xây dựng theo kiểu thành bao (chữ Hán gọi là ủng thành), nhưng có sự khác biệt. Đoạn thành bao vốn thường được xây vòng ra ngoài thì ở thành Xích Thố lại xây lùi vào phía trong. Tường của thành không lệ thuộc vào hướng của tường thành mặt Tây Nam mà đắp theo đúng hướng nam. Tường thành ở khu vực cửa Nam được xây kè đá rất vững chắc. Cửa Đông mở đúng vào chỗ vòng thấp nhất của mặt tường đông bắc. Đây là khe giữa hai quả đồi. Cửa rộng 2,5 mét. Từ cửa này ra, theo đường khe núi đi vào làng Xích Thố. Đây được xem là hướng rút lui dự phòng trong trường hợp thành thất thủ. Cửa Bắc ở ngay cạnh góc bắc rộng 1,5 mét. Ra khỏi cửa, không có lối qua hào mà phải men đường chân thành đi tới tận góc Bắc mới có một chỗ không đào hào để làm lối qua. Cách này làm tăng thêm mức độ hiểm trở cho công sự. Cửa Tây năm ở góc Tây của tường thành, cũng không có lối qua hào để vào thẳng mà phải men theo chân thành từ góc Tây, đi một quãng mới vào được cửa. Cửa rộng 2 mét được làm quy mô hơn các cửa Đông và cửa Bắc, lối đi lát đá phiến, bậc lên xuống cũng lát bằng đá tảng lớn.